# Colpotrochia fasciata
Colpotrochia fasciata är en stekelart som först beskrevs av Tohru Uchida 1940.  Colpotrochia fasciata ingår i släktet Colpotrochia och familjen brokparasitsteklar. Inga underarter finns listade i Catalogue of Life.